# Nécropole nationale de Condé-Folie
La nécropole nationale de Condé-Folie est un cimetière militaire français de la Seconde Guerre mondiale situé sur le territoire de la commune de Condé-Folie dans le département de la Somme.

## Localisation
Le cimetière militaire de Condé-Folie est situé entre la voie ferrée Amiens-Boulogne et les étangs de la vallée de la Somme.

## Caractéristiques
La nécropole rassemble, sur 12 257 m², les tombes de soldats de la Seconde Guerre mondiale, pour la plupart tombés début juin 1940, lors de la Bataille d'Amiens et de la Bataille d'Abbeville. 3 312 militaires y sont inhumés dont un soviétique. 
La nécropole est divisée en deux parties séparées par une route. La partie sud, entre la route et la voie ferrée - la plus vaste - se compose d'un carré métropolitain et d'un carré musulman comportant 829 stèles. Sur le muret, au fond du cimetière, ont été apposées des plaques ex-voto. Dans la seconde partie, au nord de la route, en plus des tombes, un ossuaire rassemble un millier de corps. Le cimetière réunit, dans ses deux parties, 2 434 sépultures individuelles.
De 1953 à 1957, la nécropole de Condé-Folie fut agrandie pour accueillir des corps de soldats français tombés dans la Somme au cours de la Seconde Guerre mondiale, exhumés  des cimetières communaux du département. Ainsi, le 26 juin 1956, les dépouilles des 135 tirailleurs sénégalais du 24e R.T.S.. qui reposaient dans le cimetière communal d'Aubigny furent transférées  au cimetière militaire de Condé-Folie. 31 autres dépouilles provenant du cimetière militaire provisoire de Picquigny furent transférés dans la Nécropole nationale de Condé-Folie.

## Pour approfondir